# Escudo de Alborache

Escudo de Alborache.

El escudo de Alborache tiene el siguiente blasonamiento:

Escudo cuadrilongo de punta redonda. Partido. Al primer cuartel, una torre de oro en campo de azur. Al segundo, tres marcos de oro en campo de gules, bien ordenados. En el timbre, corona real abierta, según el uso del Reino de Valencia.

## Historia
El escudo fue aprobado por Resolución de 28 de abril de la Generalidad Valenciana.
El Ayuntamiento lleva, al menos desde 2008, intentando dotarse de un escudo oficial, y hay constancia de haber utilizado otros escudos anteriormente. En el Archivo Histórico Nacional (AHN) se conserva una impronta de un sello de la Alcaldía, de 1877, donde se representa el escudo de la provincia, que no es otro que el escudo del antiguo Reino de Valencia : «de oro, cuatro palos de gules». Posteriormente, el Ayuntamiento utilizó un escudo cuartelado con crecientes ranversados de plata en el primer y tercer cuartel y los cuatro palos de Valencia en el segundo y cuarto cuarteles. Los campos de los crecientes eran de sinople y azur respectivamente. Se puede observar este escudo en la fachada del Ayuntamiento.

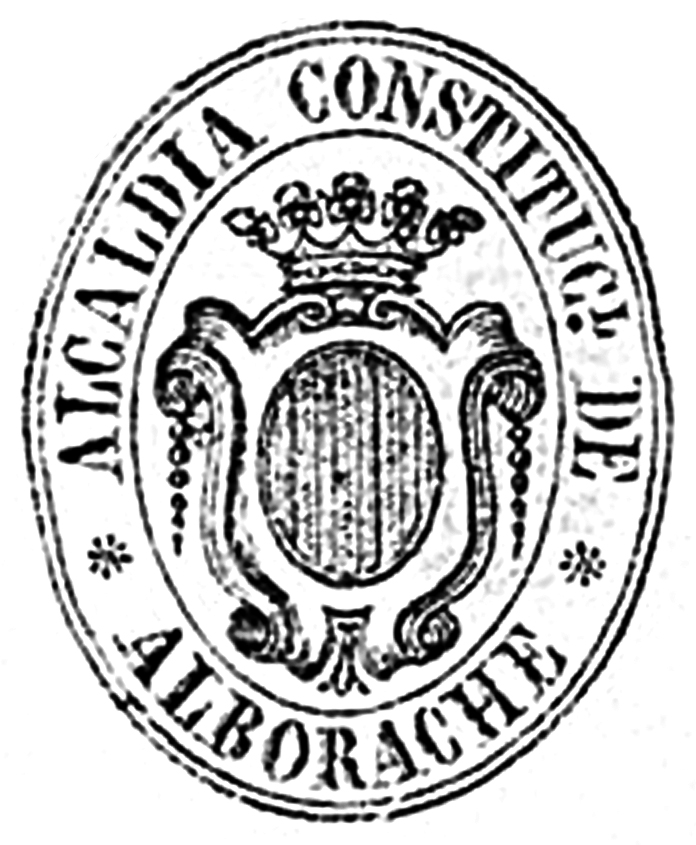
Impronta de un sello de 1877.
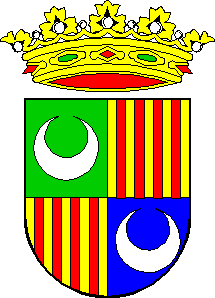
Escudo similar al escudo de la fachada del Ayuntamiento.

Más tarde, y hasta 2008, el Ayuntamiento utilizó otro escudo, con la siguiente descripción:

Escudo cuadrilongo, partido y medio cortado. Primer cuartel, de azul, torre de plata. Segundo cuartel, de blanco, cruz de Santiago, de gules. Tercer cuartel, de gules, tres marcos de oro. Al todo bordura de plata, con la inscripción en sable «Nobilis et Fidelis Alboraig». Al timbre, corona Real abierta.

La torre del primer cuartel provenía del significado del topónimo árabe al-buraīĝ («torre vigía»).
La cruz de San Jaime, por la Orden de Montesa y por ser San Jaime el patrón de la localidad. Los tres marcos son las armas de los Berenguer Mercader. La leyenda es un honor otorgado por el rey Jaime II.
En 2008, se presentó un proyecto de escudo de acuerdo con el procedimiento establecido en el Decreto 116/1994, de 21 de junio, del Gobierno Valenciano. Se cambiaron los tres marcos de oro por un algarrobo, se quitó la leyenda y se cambió el color de la torre.

Escudo partido y medio cortado. En el primero, en campo de azur una torre de oro. En el segundo, en campo de plata una cruz de Santiago en Gules. En el tercero, en campo de gules un algarrobo en oro. Timbrado con corona real abierta.

Escudo utilizado hasta 2008.
Escudo utilizado entre 2008 y 2021.
Propuesta de 2021.

Este proyecto de 2008, sin embargo, no fue aprobado por el Consejo Técnico de Heráldica y Vexilología (CTHV) de la Generalidad.
En 2021, y después de varios informes intercambiados entre el Ayuntamiento y el CTHV, el Pleno del Ayuntamiento aprobó la última propuesta que recogió las recomendaciones hechas por el CTHV.